# Ramon Galceran de Pinós i Montcada
Ramon Galceran de Pinós i Montcada (?-1342), noble, senyor de Torà, Cellers i Ardèvol.
Fill de Galceran V de Pinós el Jove i de Berenguera de Montcada, com el seu germà Pere Galceran I de Pinós, va iniciar una política d'aproximació amb el Regne de Mallorca, arribant-se a casar amb Saura de Mallorca, filla il·legítima del rei Sanç I de Mallorca.
Va tenir amb ella dos fills:
- Ramonet de Pinós i Mallorca (circa 1320 - 1379), hereu a les baronies de Torà, Cellers i Ardèvol.
- Asbert de Pinós i Mallorca.